# Desarrollo contemporáneo de Singapur
Desde fines de la década de 1960, la economía de Singapur se mantuvo en crecimiento y gracias a su posición estratégica como puerto multimodal actualmente es un escenario internacional económico, comercial y tecnológico. Siendo de los cuatro tigres de Asia (junto con Hong Kong, Corea del Sur y Taiwán) y teniendo actualmente la exportación portuaria como su actividad económica principal, aunque un tercio total de las exportaciones son reexportaciones y un tercio de las exportaciones nacionales son de maquinaria de telecomunicación y oficina.
Singapur transformó su industria a través del desarrollo tecnológico, usando un modelo de transformación de territorio eficaz y teniendo una política tecnológica e infraestructura de distribución le permite competir de manera global exitosamente. Esto le permitiría a futuro hacer una transición del mercado de inversión tecnológica al modelo de innovación tecnológica, pero este sería sutil.

## Transformación territorial y transporte
La distribución regional el uso del suelo tiene una integración vertical de los sistemas de producción para competir en la economía global.
En el sistema ERM de Singapur se da en cinco fases: densificación, diseminación, extensión, contracción y transformación.
- La densificación se basa en aumentar la cantidad de productividad en una determinada superficie haciendo crecer la fuerza laboral e infraestructura.
- En la diseminación se desplaza las actividades que no han demostrado generar suficiente capital áreas en donde aumentaran la productividad.
- La extensión plantea el área de influencia de los núcleos (hub centers) de la ciudad y determina sus áreas transicionales.
- En la contracción se estrecha el tiempo transaccional de las actividades productivas de los individuos.
- La transformación ocurre cuando un área de extracción se convierte en una de producción (por ejemplo, cambiando áreas agrícolas a áreas de ocio o urbanas) generando mudanzas de mano de obra.

### Desarrollo de áreas en la ciudad-estado

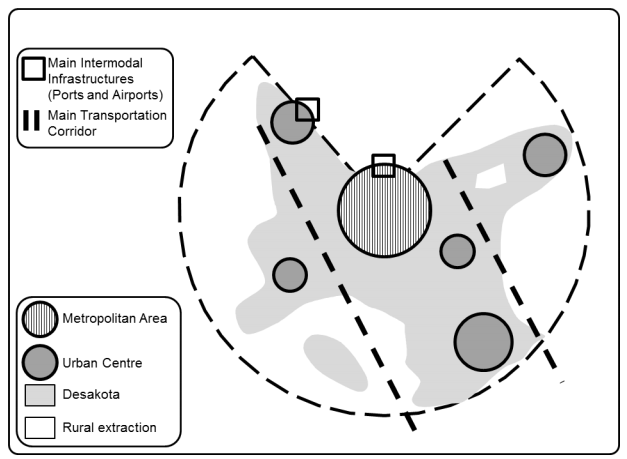
distribución del territorio de Singapur

Usaban técnicas de desarrollo urbano y transporte eficiente (siendo este el factor clave en el surgimiento de regiones metropolitanas extendidas).
El sistema ERM singapurense hace de la ciudad un flujo multimodal con hub centers siendo los nodos donde convergen los transportes que regulan las actividades económicas.
1. El área metropolitana es el centro neurálgico que administra el capital, los recursos y la producción sirviéndose del transporte para agilizar el movimiento.
2. El área urbana es transaccional alrededor de los centros metropolitanos y en estos se generan actividades económicas en menor medida que en la metropolitana.
3. El área de Desakota (zonas rurales) son las áreas de transporte y fuerte movimiento transaccional de las zonas urbanas y metropolitanas
4. La zona de extracción rural son las que proporcionan los principales recursos agrícolas para la ciudad-estado y que eventualmente se convierten en áreas de desakota.

Con un sistema multipolar que no está limitado por factores terrestres, pues cada parte del modelo desempeña una función económica especializada, la ciudad-estado actúa con una interfaz marítimo-terrestre para la región.

### Transporte
El transporte está emergiendo de manera internacional de información y mercancías y mano de obra. 
En Singapur en transporte a nivel nacional se está invirtiendo en un sistema de transporte público eficaz y restringiendo el uso de móvil personal.
En cuanto a transporte internacional los principales medios son aéreos y marítimos, los cuales se apoyan en las telecomunicaciones.

#### Transporte marítimo
Singapur aprovecha su posición estratégica en el estrecho de Malaca para convertirse en el nodo principal intermodal con atracaderos profundos obteniendo su lugar como el puerto más importante de todo el mundo 

#### Transporte aéreo
como ciudad internacional es crucialmente importante para esta los tratos y contactos de otras partes del mundo lo cual ha aumentado la cantidad de extranjeros que van y vienen al aeropuerto de Changi en Singapur el cual se sitúa en el puesto 18 del mundo, aunque más que un centro mundial (como Japón, Europa o el este estadounidense), es más bien un lugar regional de servicios terciarios y telecomunicaciones.

## Avances en distintos sectores
- En el campo de la biotecnología se ha creado una cartera con la cual avanzar de manera conjunta con la bioética.
- Las relaciones comerciales van en aumento gracias al creciente comercio y Singapur sigue siendo un refinador de petróleo líder en su región[4]
- y un generador de innovación tecnológica que se apoya de la logística de carga ya sea de exportación o trasbordo.
- El talento científico de Singapur ha aumentado significativamente, llegando a fines del siglo pasado a niveles similares a Francia y Alemania.
- el valor agregado de los trabajadores y el activo interno bruto ha mostrado un incremento importante haciendo que los activos bancarios de la población aumenten significativamente.[5]